# 紫云观三清殿
紫云观三清殿位于中华人民共和国陕西省韩城市，原址位于金城街道象山中学校内，2001年搬迁至昝村镇西北的吴村古寨，已列为全国重点文物保护单位。

## 历史
紫云观俗称薛曲庵，建于元至元七年（1270年）。

## 建筑
紫云观现存三清殿、犹龙殿、二官殿、四圣殿、东西厢房，唯有三清殿尚存元代风貌。三清殿单檐歇山顶，布筒瓦琉璃脊，面阔三间，进深四椽。砖砌台基高1.28米，殿前有月台。外檐斗拱五补间铺作，柱头铺作为四铺作出单抄，跳头上横施令拱与耍头相交，上置替木以承撩檐槫；转角铺作出单抄单昂，角华拱上出由昂。观内现存石碑两通，分别立于清光绪十三年（1887）及民国14年（1925）。

## 保护
1957年8月，三清殿被列为第二批陕西省文物保护单位。2013年3月5日，紫云观三清殿由中华人民共和国国务院公布为第七批全国重点文物保护单位，编号7-1431-3-729。